# Cataglyphis rosenhaueri
Cataglyphis rosenhaueri es una especie de hormigas endémicas de la península ibérica (España y Portugal).